# Calamus meghalayensis
Calamus meghalayensis är en enhjärtbladig växtart som beskrevs av Andrew James Henderson. Calamus meghalayensis ingår i rottingpalmssläktet, Calamus (latin), och familjen Arecaceae. Inga underarter finns listade i Catalogue of Life.